# Friedrich Everling

Friedrich Everling

Friedrich Wilhelm Everling (* 5. September 1891 in Sankt Goar; † 17. April 1958 in Menton, Frankreich) war ein deutscher Jurist, Verwaltungsbeamter, Schriftsteller und Politiker (DNVP, NSDAP). Er veröffentlichte Romane unter dem Pseudonym Schlehdorn.

## Leben und Beruf
Friedrich Everling wurde als Sohn des Theologen und Politikers Otto Everling (1864–1945) geboren. Sein Bruder Emil (1890–1973) war später Hochschullehrer für Luftfahrtmesstechnik und Höhere Flugmechanik an der Technischen Hochschule in Charlottenburg. Nach dem Besuch der Schulen in Krefeld und Halle nahm er ein Studium der Rechts- und Staatswissenschaften an den Universitäten in Jena, München, Bonn und Halle auf, das er 1913 mit dem ersten juristischen Staatsexamen („ausreichend“) abschloss. Am 8. August 1914 wurde er an der Universität Halle-Wittenberg mit einer Arbeit zum Thema Der Preußische Beamteneid zum Dr. jur. promoviert. Anschließend trat er als Referendar in den Dienst des Auswärtigen Amtes ein. 1914 war Everling Kriegsfreiwilliger. Er legte 1918 die zweite juristische Staatsprüfung („ausreichend, fast gut“) ab. 1919 wurde er wegen Verweigerung des Beamteneides auf die Republik aus dem Vorbereitungsdienst entlassen.
An Heilig Abend 1919 wurde Everling Rechtsanwalt. Er war bis 1933 in Berlin-Halensee und Neubrandenburg tätig. Daneben betätigte er sich als Schriftsteller, fungierte als Herausgeber der Konservativen Monatsschrift und veröffentlichte zahlreiche politische Schriften. Nach der Machtübernahme der Nationalsozialisten kehrte er in den Staatsdienst zurück, wurde zunächst Oberverwaltungsgerichtsrat in Berlin und war nach 1939 Kriegsverwaltungsrat. 1936 wurde er in Freiburg zum Thema Berufsständische Ehrenordnungen zum Dr. rer. pol. promoviert. Seit 1941 war er als Reichsgerichtsrat am Reichsgericht in Leipzig tätig.
Friedrich Everling lebte nach 1945 zunächst in Düsseldorf, dann in Metzingen und zog später ins südfranzösische Menton, wo er 1958 starb.

## Partei
Everling schloss sich 1919 den Deutschnationalen an. Nach Kaul war er von Mai 1924 bis Juli 1933 Mitglied. Er war in den 1920er-Jahren Vorsitzender des Bundes der Aufrechten. Ende der 1930er-Jahre trat er in die NSDAP ein. Er gehörte ab 1934 der SA-Reserve II an.

## Abgeordneter
Everling wurde bei der Reichstagswahl im Mai 1924 für die DNVP in den Deutschen Reichstag gewählt, dem er bis November 1933 angehörte. Im Parlament vertrat er zeitweise den Wahlkreis Mecklenburg. 1932/33 war er außerdem Mitglied des Landtages des Freistaates Mecklenburg-Strelitz. Von 1933 bis 1945 war er erneut Mitglied des Reichstages, zunächst als Gast der NSDAP-Fraktion, nach 1938 dann als Mitglied der Nationalsozialisten.